# Eleição municipal de Senador Canedo em 2016
A eleição municipal de Senador Canedo em 2016 foi realizada para eleger um prefeito, um vice-prefeito e 13 vereadores no município de Senador Canedo, no estado brasileiro de Goiás. Foram eleitos Divino Pereira Lemes (PSD) e Walter Paulo de Oliveira Santiago para os cargos de prefeito(a) e vice-prefeito(a), respectivamente. Seguindo a Constituição, os candidatos são eleitos para um mandato de quatro anos a se iniciar em 1º de janeiro de 2017. A decisão para os cargos da administração municipal, segundo o Tribunal Superior Eleitoral, contou com 65 611 eleitores aptos e 8 792 abstenções, de forma que 13.4% do eleitorado não compareceu às urnas naquele turno.

## Antecedentes
Nas eleições municipais de 2012, o candidato do Partido Democrático Trabalhista (PDT), Misael Pereira de Oliveira, ganhou as eleições ainda no primeiro turno com um total de 63,38% dos votos válidos.
Misael concorria com Franco Martins (DEM), Julio Pina (PRTB) e Itamar (PP), que tiveram 36,14%, 0,3% e 0,18% dos votos válidos, respectivamente.

## Campanha
A campanha de Governo que levou Divino Pereira a mais um mandato como prefeito foi sob a promessa de conciliar o avanço econômico da cidade com o desenvolvimento social. Ele também se apoiou no duplo mandato que fizera como prefeito de 1996 a 2004 e de trabalhos do CEASA-GO, Centro de Abastecimento do estado de Goiás.
No Plano de Governo, mostra o crescimento do centro Petroquímico, considerado um dos principais polos econômicos da cidade foi usado como umas de suas principais promessas de campanha para a economia local.
A criação do Banco municipal da cidade também foi um dos planos de governo mais ambiciosos da campanha que continha leis de Fomento ao Empreendedorismo, Atração de indústrias através de incentivos.
A Coligação que Divino fizera também foi um bom prescendente para as eleições, tendo o apoio de partidos como o PSD, PHS, PC DO B, PROS, entre outros.
Ao todo, segundo o site do Poder 360, DIvino Pereira Leme possuia, na época das eleições, um patrimônio acumulado de 600 mil reais.

## Resultados

### Eleição municipal de Senador Canedo em 2016 para Prefeito
A eleição para prefeito contou com 5 candidatos em 2016: Zelio Candido Costa do Partido Socialista Brasileiro, Misael Pereira de Oliveira do Partido Democrático Trabalhista, Divino Pereira Lemes do Partido Social Democrático (2011), Alsueres Mariano Correia Junior do Partido da República, Ramiug Franco Martins do Democratas (Brasil) que obtiveram, respectivamente, 11 160, 9 657, 21 382, 4 543, 4 088 votos. O Tribunal Superior Eleitoral também contabilizou 13.4% de abstenções nesse turno.
| Candidato(a)                         | Vice                                       | Coligação                  | Votos recebidos | Percentual |
| ------------------------------------ | ------------------------------------------ | -------------------------- | --------------- | ---------- |
| Divino Pereira Lemes (PSD)           | Walter Paulo de Oliveira Santiago          | Todos Por Canedo           | 21382           | 42.07%     |
| Zelio Candido Costa (PSB)            | Rafael Walfredo Gonzaga                    | Canedo de Todos            | 11160           | 21.96%     |
| Misael Pereira de Oliveira (PDT)     | Roberto Lopes                              | Seguir em Frente           | 9657            | 19%        |
| Alsueres Mariano Correia Junior (PR) | Katia Maria dos Santos                     | Um Novo Caminho            | 4543            | 8.94%      |
| Ramiug Franco Martins (DEM)          | Fernanda Cristina de Abreu Mendes Claudino | Democratas (sem coligação) | 4088            | 8.04%      |

### Eleição municipal de Senador Canedo em 2016 para Vereador
Na decisão para o cargo de vereador na eleição municipal de 2016, foram eleitos 13 vereadores com um total de 53 534 votos válidos. O Tribunal Superior Eleitoral contabilizou 1 231 votos em branco e 2 054 votos nulos. De um total de 65 611 eleitores aptos, 8 792 (13.4%) não compareceram às urnas.
| Nome                           | Partido político                                | Coligação             | Votos recebidos | Percentual |
| ------------------------------ | ----------------------------------------------- | --------------------- | --------------- | ---------- |
| Eliel Jose das Virgens         | Partido Popular Socialista (PPS)                | Seguir em Frente II   | 1946            | 3.64%      |
| Roberto Moreira dos Santos     | Partido Social Cristão (PSC)                    | Canedo de Todos 2     | 1731            | 3.23%      |
| Marcio Polo de Castro          | Partido Progressista (PP)                       | Seguir em Frente I    | 1531            | 2.86%      |
| Vilmar Lima da Silva           | Partido da Social Democracia Brasileira (PSDB)  | Seguir em Frente I    | 1258            | 2.35%      |
| Rosalvo de Souza Pereira       | Democracia Cristã (DC)                          | Seguir em Frente II   | 1248            | 2.33%      |
| Sergio de Souza Bravo Junior   | Partido Republicano da Ordem Social (PROS)      | Juntos Somos Fortes   | 1167            | 2.18%      |
| Diego Graciano de Medeiros     | Partido Renovador Trabalhista Brasileiro (PRTB) | Renova Senador Canedo | 1091            | 2.04%      |
| Carpegiane Silvestre da Silva  | Partido Republicano da Ordem Social (PROS)      | Juntos Somos Fortes   | 1052            | 1.97%      |
| Wander Fabio David Severino    | Partido Trabalhista Cristão (PTC)               | A Força do Povo       | 1022            | 1.91%      |
| Elimar Mendes dos Santos       | Solidariedade (SD)                              | Seguir em Frente III  | 913             | 1.71%      |
| Rodrigo dos Santos Rosa        | Partido Renovador Trabalhista Brasileiro (PRTB) | Renova Senador Canedo | 875             | 1.63%      |
| Reinaldo Alves dos Santos      | Partido Renovador Trabalhista Brasileiro (PRTB) | Renova Senador Canedo | 837             | 1.56%      |
| Luiz Mario da Conceiçao Lisboa | Partido Renovador Trabalhista Brasileiro (PRTB) | Renova Senador Canedo | 759             | 1.42%      |

## Análise
O resultado das eleições mostraram uma insatisfação da população de Senador Canedo com o mandato do antigo prefeito, Misael Pereira de Oliveira, que tentara a reeleição em 2016, mas só alcançou 19% dos votos válidos, e uma grande popularidade do prefeito eleito, Divino Pereira Lemes, que assume o seu 3º mandato na história - fora eleito em 1996 e reeleito em 2000.
Porém, também se vê uma descentralização de poder, tendo um mandato de prefeito e vereadores pertencendo a coligações distintas, mas um certo equilíbro entre opositores e apoiadores do antigo Governo, principalmente das eleições para Vereador, no qual os mais votados eram da simpatizantes ao mandato de Misael.
Percebe-se também uma predominância de partidos de Centro nas eleições - todos os candidatos à Prefeito eram dos partidos conhecido como "Centrão". Apenas nas eleições para vereador que se enxerga uma leve inclinação para o espectro político da Centro-Direita, com a presença de partidos como o PSDB, Partido da Social Democracia Brasileira,e o Democracia Cristã.[carece de fontes?]